# 美しい悪魔たち
『美しい悪魔たち』（うつくしいあくまたち）は、1981年5月4日から同年8月3日までテレビ朝日系列の「月曜劇場」枠で放映されたテレビドラマ。全13回。

## あらすじ
元子は、鎌倉で料亭『別所』を、半身不随で口もきけない夫・順介に代わって経営している。元子の娘たちは4人いるが、元子の実子は末娘の晴子だけで、あとの淳子・千枝・和代は元子の亡き姉と順介との間に生まれた子供たちであり、お互いに血のつながりが無い。本作は作者・丹羽文雄の作品に見られる、女性の「娼婦性」の解明がテーマであ、り人々が織り成すそれぞれの人生を毎回、元子・淳子・千枝・晴子そして和代の目を通して描き出していった。
番宣広告に掲載されたキャッチコピーは「女よ。魔力を放ち、妖しく輝け。」

## キャスト
- 別所元子：八千草薫
料亭『別所』の主人。前夫・川本と死別の後、順介と再婚。
- 川本晴子：紺野美沙子
元子と、元子の前夫・川本との娘。タウン誌の編集員をしている。求婚をされた京平と知り合った時、母・実子に密着した生活ぶりに驚いて、結婚を躊躇するようになる。
- 別所千枝：山口果林
順介の娘（次女）。
- 別所和代：金沢碧
順介の娘（三女）。
- 別所（林崎）淳子：香山美子
順介の娘（長女）。夫・一郎と娘・英子がいるが、後に離婚。
- 方波誠司：井川比佐志
元子の恋人。
- 林崎一郎：荒井注
淳子の夫。
- 杉：寺田農
カメラマン。離婚したばかりの淳子を、自分の仕事場に誘う。
- 館：松山政路
大学講師。彼もまた淳子に関心を寄せる。
- 梅子：浅利香津代
順介の付添婦で、元芸者。
- 別所肇：岸部一徳
元子の亡き姉と順介との息子。
- 小倉洋一：河原崎建三
- 本間京平：中島久之
銀行員。晴子とは友人の紹介で知り合い、やがて求婚をして承知もしてもらうが・・・。
- 林崎英子：米倉幸
淳子の娘。
- 吹本昇：西沢守
京平の親友で、ミュージシャン。彼もまた、晴子に求愛をかける。
- 佐伯絹子：真山知子
洋一の愛人。
- 京子：吉沢由美子
肇の結婚相手。
- 安井令子：伊佐山ひろ子
第12話で、吹本に金を貸しているとして吹本の元を訪ねて来る。
- 八木昌子
- 本間実子：文野朋子
京平の母。
- 石黒：牧伸二
バーテンダー。『別所』の従業員。
- 尾上清二：宮口精二
元子の叔父。
- 北村和夫
- 長東：久米明
晴子の勤める出版社の社長。
- 俵堂：中村敦夫
千枝がかつて勤めていた貿易会社の上司。千枝と再会後、密会を重ねるようになる。
- 別所順介：三國連太郎

## スタッフ
- 原作：「かえらざる故郷」丹羽文雄
- 製作：千野栄彦、杉崎充男
- 脚本：金子成人
- 演出：田中利一
- 音楽：菊池俊輔
- 照明：矢嶋安雄
- 主題歌：サーカス「美しい悪魔たち」 （作詞：岡田冨美子、作曲：小田裕一郎　ワーナーパイオニア）

## サブタイトル
タイトルのフォーマットは、第12話までは頭は「元子」「淳子」「千枝」「晴子」の順番で、その後ろは　4話ごとに「場合｣「その後」「結末」と変わって続く。
- 第1話 「元子の場合」 （1981年5月4日）
- 第2話 「淳子の場合」　（1981年5月11日）
- 第3話 「千枝の場合」　（1981年5月18日）
- 第4話 「晴子の場合」　（1981年5月25日）
- 第5話 「元子のその後」　（1981年6月1日）
- 第6話 「淳子のその後」　（1981年6月8日）
- 第7話 「千枝のその後」　（1981年6月15日）
- 第8話 「晴子のその後」　（1981年6月22日）
- 第9話 「元子の結末」　（1981年6月29日）
- 第10話 「淳子の結末」　（1981年7月6日）
- 第11話 「千枝の結末」　（1981年7月13日）
- 第12話 「晴子の結末」　（1981年7月27日）
- 第13話 「和代の告白」　（1981年8月3日）